# کالچو پولی
کالچو پولی (به ایتالیایی: Calciopoli) رسوایی سال ۲۰۰۶ فوتبال ایتالیا، یا آشوب فوتبال، در لیگ‌های برتر حرفه‌ای فوتبال ایتالیا یعنی سری آ و سری بی اتفاق افتاد. این رسوایی در ماه مه سال ۲۰۰۶ میلادی توسط پلیس ایتالیا بر ملا شد و مکالمات تلفنی حاکی از دخالت قهرمان لیگ یوونتوس و تیم‌های میلان، فیورنتینا، لاتزیو و رجینا و تماس‌های بین مدیران این باشگاه‌ها و سازمان داوران بود. این تیم‌ها متهم به تقلب در بازی‌ها با انتخاب داور دلخواه‌شان شدند.

## ابتدای ماجرا
این رسوایی، نتیجه تحقیقات دادستان دادگاه ناپل در آژانس فوتبال ایتالیا بود. گفتگوی‌های تلفنی که در فصل ۲۰۰۴/۰۵ در روزنامه‌های ایتالیایی چاپ شد این واقعیت را آشکار می‌کرد که مدیر یوونتوس لوچیانو موجی در تماس با مدیران فوتبال ایتالیا آن‌ها را برای انتخاب داور خاصی تحت تأثیر قرار می‌داد. نام کالچو پولی برگرفته از نام تنجنتپولی رسوایی دهه ۸۰ سیاسی ایتالیا است. از کالچو پولی با نامهای موجیو پولی برگرفته از نام لوچیانو موجی و کالچو گیت (برگرفته از نام واتر گیت رسوایی سیاسی آمریکا در دهه ۷۰) نامبرده می‌شود.

## مجازات‌ها
در روز چهارم ژوئیه ۲۰۰۶ روزی که ایتالیا باید در نیمه نهایی جام جهانی ۲۰۰۶ به مصاف آلمان می‌رفت، دادستان فدراسیون فوتبال ایتالیا، استفانو پالاتزی درخواست سقوط چهار تیم اصلی محکوم در رسوایی Match-Fixing کرد. پالاتزی درخواست سقوط یوونتوس به سری سی۱ (او در صحبتهایش در دادگاه خواستار سقوط یوونتوس به پایینتر از سری بی شد) و برای فیورنتینا و لاتزیو درخواست سقوط حداقل به سری بی کرد. او همچنین درخواست امتیاز منفی برای همه تیم‌ها (شش امتیاز برای یووه، سه امتیاز برای میلان و ۱۵ امتیاز برای لاتزیو و فیورنتینا) داشت. او همچنین خواستار بازپس‌گیری اسکودتوی ۲۰۰۵ و ۲۰۰۶ از یوونتوس شد.
در پرونده رجینا در روز ۱۳ اوت دادستان خواستار سقوط رجینا به سری بی و ۱۵ امتیاز منفی برای این تیم شد. در روز ۱۷ اوت مجازات رجینا تنها با ۱۵ امتیاز منفی اعلام شد و باشگاه مبلغ ۶۸۰۰۰ یورو جریمه مالی شد درحالی‌که پاسکواله فاتی رئیس باشگاه ۲۰۰۰۰ یورو جریمه و دو سال و نیم از هرگونه فعالیت فوتبالی محروم شد.
| تیم       | سقوط            | سقوط           | سقوط           | کسر امتیاز (۲۰۰۶–۰۷ فصل) | کسر امتیاز (۲۰۰۶–۰۷ فصل) | کسر امتیاز (۲۰۰۶–۰۷ فصل) | دیگر مجازات‌ها                                                          | دیگر مجازات‌ها                                                                                        |
| تیم       | جریمه اصلی      | نتیجه اعتراض   | نتیجه نهایی    | جریمه اصلی               | نتیجه اعتراض             | جریمه نهایی              | جریمه اصلی                                                             | جریمه نهایی                                                                                          |
| --------- | --------------- | -------------- | -------------- | ------------------------ | ------------------------ | ------------------------ | ---------------------------------------------------------------------- | --- |
| میلان     | –               | –              | –              | کسر ۱۵ امتیاز            | کسر ۸ امتیاز             | کسر ۸ امتیاز             | • کسر ۴۴ امتیاز از فصل ۲۰۰۵/۰۶ • محرومیت از لیگ قهرمانان اروپا ۰۷–۲۰۰۶ | • کسر ۳۰ امتیاز از فصل ۲۰۰۵/۰۶ • یک بازی بدون تماشاگر                                                |
| فیورنتینا | سقوط به سری بی  | –              | –              | کسر ۱۲ امتیاز (سری بی)   | کسر ۱۹ امتیاز (سری آ)    | کسر ۱۵ امتیاز (سری آ)    | • محرومیت از لیگ قهرمانان اروپا ۰۷–۲۰۰۶                                | • محرومیت از لیگ قهرمانان اروپا ۰۷–۲۰۰۶ • دو بازی بدون تماشاگر                                       |
| یوونتوس   | سقوط به سری سی۱ | سقوط به سری بی | سقوط به سری بی | کسر ۳۰ امتیاز            | کسر ۱۷ امتیاز            | کسر ۹ امتیاز             | • £۳۱٬۰۰۰٬۰۰۰ (معادل) جریمه • جریمه ۲۰۰٬۰۰۰ یورویی رئیس باشگاه         | • پس گرفته شدن اسکودتوهای ۲۰۰۵ و ۲۰۰۶ • محرومیت از لیگ قهرمانان اروپا ۰۷–۲۰۰۶ • سه بازی بدون تماشاگر |
| لاتزیو    | سقوط به سری بی  | –              | –              | کسر ۷ امتیاز (سری بی)    | کسر ۱۱ امتیاز (سری آ)    | کسر ۳ امتیاز (سری آ)     | • محرومیت از جام یوفا ۰۷-۲۰۰۶                                          | • محرومیت از جام یوفا ۲۰۰۶–۰۷ • دو بازی بدون تماشاگر                                                 |
| رجینا     | بدون مجازات     | –              | –              | کسر ۱۵ امتیاز            | (اعتراض انجام نشد)       | کسر ۱۱ امتیاز            | (بدون مجازات)                                                          | • £۶۸٬۰۰۰ جریمه • رئیس باشگاه پاسکواله فاتی جریمه £۲۰٬۰۰۰ (۲٫۵ سال محروم از فوتبال)                  |

## پیامدهای احتمالی مجازات‌ها
یوونتوس که قرار بود با ۳۰ امتیاز منفی سری سی۱ را آغاز کند پیش‌بینی بازگشت به سری آ پیش از فصل ۲۰۰۸ را نمی‌کرد اما نتیجه نهایی اعتراضات و کم شدن جریمه یووه به بازی در سری بی و ۹ امتیاز منفی آن‌ها را امیدوار به بازگشت در فصل بعد سری آ کرد. فیورنتینا هم که با ۱۵ امتیاز منفی فصل را آغاز کرده بود پیش‌بینی می‌شد که نتوانند در سری آ باقی بمانند ولی نتیجه خیره‌کننده‌ای گرفتند و با قرار گرفتن در رتبه ششم جدول به جام یوفا راه یافتند.
سقوط یوونتوس به سری بی پیامدهای بدی برای این تیم داشت و بزرگان این تیم مانند فابیو کاناوارو، پاتریک ویرا، زلاتان ابراهیموویچ، جیانلوکا زامبروتا و لیلیان تورام راهی تیم‌های ایتالیایی و اسپانیایی شدند.

## تأثیر رویسری آ
با سقوط یوونتوس، فیورنتینا و لاتزیو قرار بود سه تیم سقوط‌کننده یعنی مسینا، لچه و ترویزو در لیگ باقی بمانند اما با نهایی شدن احکام و سقوط یووه تنها مسینا در لیگ باقی ماند و تیمهای آتالانتا، کاتانیا و تورینو به سری آ صعود کردند.
طبق جدول نهایی سری آ یووه و میلان به‌طور مستقیم به مرحله گروهی لیگ قهرمانان صعود می‌کردند و اینتر و فیورنتینا در مرحله سوم مقدماتی به میدان می‌رفتند و رم، لاتزیو و کیه وو نیز در جام یوفا شرکت می‌کردند و پالرمو هم به اینترتوتو می‌رفت و فدراسیون فوتبال ایتالیا قادر به ارسال نمایندگانش تا ۵ ژوئن که مهلت یوفاست نبود و به همین دلیل از رسماً از اینترتوتو کنار کشید تا یوفا تا ۲۵ ژوئیه مهلت ایتالیا را تمدید کند. بعد از نتایج اعتراضات دادگاه، اینتر و رم به مرحله گروهی لیگ قهرمانان را یافتند تا میلان و کیه وو در مرحله سوم مقدماتی شرکت کنند درحالی‌که پالرمو، لیورنو و پارما به جام یوفا راه یافتند؛ و در بیست و ششم ژوئیه فدراسیون فوتبال ایتالیا اینتر را به عنوان قهرمان لیگ و برنده اسکودتو ۰۶ اعلام کرد.
یوونتوس به دادگاه مردمی ایتالیا شکایت کرد تا احتمال محرومیت باشگاه و فدراسیون توسط فیفا احساس شود. فیفا که حساسیت خاصی روی دخالت دولت بر فوتبال دارد قبلاً فدراسیون فوتبال یونان را محروم کرده بود. فیفا رسماً اعلام کرد اگر یوونتوس به دادگاه برود تمام تیمهای ایتالیایی را از شرکت در مسابقات بین‌المللی محروم خواهد کرد. دادگاه برای روز ۱ سپتامبر برنامه‌ریزی شده بود ولی در روز ۳۱ اوت یوونتوس شکایتش را از دادگاه منطقه‌ای اداری لاتزیو پس گرفت. سران یوونتوس اعلام کردند این اتفاق به علت تمایل فدراسیون فوتبال ایتالیا و کمیته المپیک ایتالیا برای مرور دوباره پرونده صورت گرفته‌است.
دومین اعتراض؛ امتیازات منفی میلان را به ۸، لاتزیو را به ۳، فیورنتینا را به ۱۵ و یوونتوس را به ۹ رساند.

## دیگر اتهامات
ماسیمو دی سانتیس نماینده داوران ایتالیا در جام جهانی ۲۰۰۶ پس از بازجویی و تحقیقات محروم شد. دیگر داور ایتالیایی روبرتو روزتی در این رسوایی بی گناه شناخته شد.
دامنه بزرگ این رسوایی توجه را به متهمان دیگری در فوتبال ایتالیا جلب کرد. آدریانو گالیانی نایب رئیس میلان و رئیس سازمان سری آ. به اضافه تمام این تخلفات و تقلب‌های ورزشی که توسط مربیان، بازیکنان، داوران و مسئولان لیگ صورت گرفت؛ مجری بزرگ‌ترین برنامه فوتبالی ایتالیا آلدو بیسکاردی نیز استعفا کرد و اعتراف کرد که با لوچیانو موجی همکاری کرده تا وجهه یوونتوس را در تلویزیون بهتر نشان دهد.
در ادامه بازجویی‌ها دادگاه ناپل پس از تحقیق روی ۴۱ نفر، ۱۹ بازی از فصل ۰۵– ۲۰۰۴، و ۱۴ بازی از فصل ۲۰۰۵/۰۶ به سراغ آنتونیو گیرائودو رفتند و او برای ترانسفرهای غیرقانونی، حساب‌های بانکی جعلی و فرار مالیاتی تحت بازجوئی قرار گرفت و دادستان پارما هم از جیانلوئیجی بوفون، انزو مارسکا، آنتونیو کیمنتی و مارک یولیانو به‌علت تقلب در بازی‌ها بازجویی کرد. بعد از اولین رای دادگاه اتهامات جدیدی به تیم‌ها برای رابطه با رسوایی یافت شد. مسینا، لچه و سیه نا هم تحت بازجوئی قرار گرفتند و دادستانها به آنالیز مکالمات تلفنی پرداختند.

## استعفاها
فرانکو کارارو رئیس فدراسیون فوتبال ایتالیا در تاریخ ۸ می، تمام مدیران یوونتوس در تاریخ ۱۱ می، لوچیانو موجی در تاریخ ۱۴ می از پست‌های خود استعفا دادند و در ۱۹ می، قیمت سهام یوونتوس نسبت به تاریخ ۹ می، به نصف کاهش یافت.

## احکام فردی
- لوچیانو موجی:محرومیت مادام العمر از فعالیت فوتبالی و عضویت در هرگونه زیر مجموعه FIGC
- آنتونیو گیرائودو: ۲۰۰۰۰ یورو جریمه، پنج سال محرومیت از فوتبال، سه سال زندان و محرومیت از عضویت در هرگونه زیر مجموعه FIGC
- پائولو دوندارینی: ۲ سال زندان
- تولیو لانسه: ۲ سال زندان و ۲٫۵ سال محرومیت از فوتبال
- اینوسنزو ماتزینی: ۵ سال محرومیت از فوتبال
- ماسیمو دی سانتیس: ۴ سال محرومیت از فوتبال
- دیگو دلاواله: ۳٫۷۵ سال محرومیت از فوتبال
- پیرلوئیجی پایرتو: ۳٫۵ سال محرومیت از فوتبال
- آندره آ دلاواله: ۳ سال محرومیت از فوتبال
- پاسکواله فاتی: ۲٫۵ سال محرومیت از فوتبال و ۳۰۰۰۰ یورو جریمه
- کلودیو لوتیتو: ۲٫۵ سال محرومیت از فوتبال
- لئوناردو مینی: ۲٫۵ سال محرومیت از فوتبال
- فابریزیو بابینی: ۱ سال محرومیت از فوتبال
- گنارو ماتزئی: ۱ سال محرومیت از فوتبال
- آدریانو گالیانی: ۵ ماه محرومیت از فوتبال
- جیانلوکا پاپارستا: ۵ ماه محرومیت از فوتبال
- کلودیو پولیسی: ۳ ماه محرومیت از فوتبال
- فرانکو کارارو: ۸۰۰۰۰ یورو جریمه
- پیترو اینارژیولا:اخطار و توبیخ

## رسوایی شنود تلکام ایتالیا
در سپتامبر ۲۰۰۶ فوتبال ایتالیا در تحقیقات دیگری دوباره لرزید. رئیس دپارتمان امنیتی تلکام ایتالیا به علت فروختن و شنود تماس‌های خصوصی دستگیر شد. اینتر به این علت در ماجرا درگیر شد که کارلو بورا رئیس بخش اجرایی تله کام و نایب رئیس اینتر که مقام ارشد تاوارولی بود در این دادگاه متهم شد. در طول بازجوئی تاوارولی اعتراف کرد که موراتی (رئیس باشگاه اینتر) یکی از مشتریانش بوده و از او درخواست شنود تماس‌های بین بعضی از بازیکنان با مربیان و داوران و روسا را کرده‌است.
کریستین ویری مهاجم سابق اینتر اعتقاد دارد جرقه کالچو پولی توسط موراتی زده شد و اینتر و تلکام ایتالیا باید تحت پیگرد قانونی قرار بگیرند.
سایت Firenzeviola.it (وابسته به خانواده دلاواله) گزارش کرد که این کار موراتی و تلکام ایتالیا برای خارج کردن تیم‌ها از سری آ و راحت کردن راه اینتر برای قهرمانی در سری آ انجام شده‌است. این سایت می‌گوید بازیکنان اینتر مجبور به امضای کاغذهایی شدند که هرگونه ارتباط اینتر با این داستان را مخفی کنند و می‌گویند تلفن ویری به این علت شنود می‌شده که او نتواند با هیچ‌کس در مورد برنامه‌های کالچو پولی سخن بگوید.
کریستین ویری حتی از این هم فراتر رفت و در کنفرانس مطبوعاتی گفت تماس‌های همه مربیان و مدیران باید شنود شود چون تیم‌های دیگری هم علاوه بر اینتر باید مجازات شوند!
فدراسیون فوتبال ایتالیا تحقیقات جدیدی را به علت این اتهام آغاز کرد ولی اینتر هیچ‌وقت مجازات نشد چون این شنودها به سال ۲۰۰۲ بازمی‌گشتند (یا به عبارتی دیگر پس از دیدار جنجالی اینتر - لاتزیو) و طبق قانون عدالت ورزشی FIGC، مدارک بیشتر از دو سال سندیت قانونی نخواهند داشت.

## رسوایی حساب بانکی جعلی
این عمل در ایتالیا با اسم Doping Amministrativo شناخته می‌شود و به این معنی است که مدیران باشگاه‌ها با تجارت متقابل (به انگلیسی: Cross-Trading) یا خرید و فروش بازیکن به سود مالی‌شان بیفزایند تا از سقوط سهامشان جلوگیری کنند ولی در واقع سود مالی نداشته‌اند و این مانند دوپینگ است.
در اکتبر ۲۰۰۷م. آ.اس. رم ۴۰٬۰۰۰ یورو به علت فروش بازیکنان جوانش و درست اعلام نکردن قیمت آن‌ها که مصداق بارز حساب جعلی است جریمه شد. لاتزیو که ناکاتا را خریده بود، تبرئه شد.
در دسامبر ۲۰۰۷م. ۷ باشگاه سری آ و چند باشگاه سری بی در تست اقتصادی سه سال گذشته مجرم شناخته شده و جریمه شدند. در ژوئن ۲۰۱۰م نیز رئیس پالرمو و بسیاری از اعضای باشگاه ترنانا مجرم شناخته شده و مدتی از فوتبال محروم شدند.
مجازات‌ها از این قرار بود:
آث میلان:
- باشگاه: ۹۰٬۰۰۰ یورو
- آدریانو گالیانی (نایب رئیس): ۶۰٬۰۰۰ یورو

اینترمیلان:
- باشگاه: ۹۰٬۰۰۰ یورو
- ماسیمو موراتی (مالک): ۱۰٬۰۰۰ یورو
- گابریله اوریالی (مدیر تکنیکی): ۱۰٬۰۰۰ یورو
- مائورو گامبارو (مدیر سابق): ۲۰٬۰۰۰ یورو
- رینالدو گلفی (مدیر سابق): ۲۰٬۰۰۰ یورو

سمپدوریا:
- باشگاه: ۳۶۰۰۰ یورو
- جوزپه ماروتا (مدیر): ۲۰٬۰۰۰ یورو
- ریکاردو گارونه (مالک): ۱۸٬۰۰۰ یورو

جنوا:
- باشگاه: ۴۰۰٬۰۰۰ یورو
- جیووانی بلوندت (مدیر): ۱۵٬۰۰۰ یورو
- انریکو پرزیوسی (مالک): ۱۵٬۰۰۰ یورو و ۴ ماه محرومیت از فوتبال

رجینا:
- باشگاه: ۴۰۰٬۰۰۰ یورو
- پاسکواله فاتی (مالک): ۲۰٬۰۰۰ یورو و ۱ ماه محرومیت از فوتبال

اودینزه:
- باشگاه: ۴۰۰٬۰۰۰ یورو
- فرانکو سولداتی (رئیس): ۳۰٬۰۰۰ یورو و ۳ ماه محرومیت از فوتبال
- پیرپائولو مارینو (نایب رئیس): ۱۵٬۰۰۰ یورو

کیه وو:
- باشگاه: ۵۰٬۰۰۰ یورو
- لوکا کامپدلی (مالک): ۴۰٬۰۰۰ یورو
- جیووانی سارتوری (مدیر ورزشی): ۱۵٬۰۰۰ یورو

پالرمو:
- مائوریزیو زامپارینی (مالک): ۶ ماه محرومیت از فوتبال
- رینو فوشی (مدیر ورزشی): ۳ ماه محرومیت از فوتبال

ترنانا
- باشگاه: ۲۰٬۰۰۰ یورو
- لوئیجی آگارینی (مالک): ۷ ماه محرومیت از فوتبال
- لوئیجی فراموسکا (مالک بعدی!): ۶ ماه محرومیت از فوتبال
- جیووانی لومباردو (مدیر): ۳ ماه محرومیت از فوتبال
- استفانو دومینیکیس (مدیر): ۶ ماه محرومیت از فوتبال

## تحولات اخیر
در آوریل ۲۰۰۷ روزنامه ایتالیایی لا رپابلیکا چاپ رم اطلاعات جدیدی دربارهٔ کالچو پولی منتشر کرد. دادستان ناپل ردی از مکالمات با سیم کارت خارجی بین موجی، برگامو، پایرتو و بسیاری از داوران پیدا کرده بود. از آنجا که سیم کارت خارجی بود پلیس ایتالیا نمی‌توانست مکالمات را شنود کند. سیم کارت‌ها از فروشگاهی در چیازوی سوئیس خریده شده بود. بعضی از آن‌ها به نام اعضای خانواده صاحب فروشگاه و بعضی به نام شخص نامعلومی در لیختن اشتاین بود. حتی ردپای تماسی با سیم کارت اسلوونیایی هم پیدا شد.
در تحقیقات قضایی؛ لوچیانو موجی، برگامو، پایرتو، فابیانی (مدیر ورزشی مسینا) و داوران دی سانتیس، راکالباتو، پاپارستا، پیری، کاسارا، داتیلو، برتینی و گابریله و کمک داور آمبروسینو متهم شناخته شدند. در ادامه تحقیقات معلوم شد که پاپارستا از سیم کارت سوئیسی برای استفاده شخصی استفاده می‌کرد و این به دادگاه برای برملا کردن شبکه ارتباطی مخفیانه کمک کرد. موجی یک سیم کارت سوئیسی با شماره ۴۱۷۶۴۳۳۴۷۴۱ برای ارتباط با برگامو و یک سیم کارت برای ارتباط با پایرتو و ۳ سیم کارت دیگر برای ارتباط با داوران و فابیانی استفاده می‌کرد.
مکالمه‌ای دیگر هم توسط روزنامه لا استامپا چاپ تورین برملا شد که طی آن موجی و لیپی (مربی تیم ملی در آن زمان) به وضوح به ماسیمو موراتی و روبرتو مانچینی توهین می‌کند و لیپی می‌گوید مانچینی باید درس بگیرد و موجی می‌گوید که به او درس خواهد داد.
در روز ۲۷ آوریل ۲۰۰۶ سایت روزنامه لا رپابلیکا حدود ۲۰۰ مکالمه را برای دانلود گذاشت، بعضی‌ها یک سال قبل منتشر شده بود ولی بعضی‌ها هنوز پخش نشده بود و این به مردم این توانایی را داد که خودشان نیز دربارهٔ موضوع قضاوت کنند.
در بیست و سوم می۲۰۰۷ میلان که در اصل می‌بایست از جام باشگاه‌های اروپا اخراج می‌شد موفق شد قهرمان اروپا شود.
در هفدهم ژوئن ۲۰۰۷ در برنامه ورزشی Qui studio a voi stadio شهر میلان برگامو اعتراف کرد که موجی دو سیم کارت سوئیسی به او و پایرتو داد. او در دادگاه گفته بود که ترس شنود مکالمات از آن سیم کارت فقط برای ارتباط با پایرتو استفاده کرد و بعد از پایان اعتبار دیگر از آن استفاده نکرده‌است.
در ژوئن ۲۰۰۸ یوونتوس برای تقلب در ۳ بازی دیگر ۳۰۰٬۰۰۰ یورو دیگر جریمه شد. مسینا نیز ۶۰٬۰۰۰ یورو جریمه شد.